# Levera Hill
Levera Hill mit dem Welcome Stone ist ein Hügel im Norden der Karibikinsel Grenada.

## Geographie
Der Hügel erhebt sich am Nordostende der Insel im Gebiet des Parish Saint Patrick. Der Welcome Stone ist ein beliebtes Ausflugsziel. Mit einer Höhe von 231 m bietet er einen grandiosen Rundblick über den Levera National Park und Bedford Point (Pointe de Levera) sowie die Inseln Sugarloaf, Green Island, Sandy Island und Bird Island vor der Küste. Ein südlicher Ausläufer ist der Rose Hill.